# Ernemont-Boutavent
Ernemont-Boutavent és un municipi francès, situat al departament de l'Oise i a la regió dels Alts de França. L'any 2007 tenia 188 habitants.

## Demografia

### Població
El 2007 la població de fet d'Ernemont-Boutavent era de 188 persones. Hi havia 76 famílies de les quals 20 eren unipersonals (8 homes vivint sols i 12 dones vivint soles), 20 parelles sense fills, 28 parelles amb fills i 8 famílies monoparentals amb fills.
La població ha evolucionat segons el següent gràfic:
Habitants censats

### Habitatges
El 2007 hi havia 90 habitatges, 75 eren l'habitatge principal de la família i 15 eren segones residències. 86 eren cases i 4 eren apartaments. Dels 75 habitatges principals, 63 estaven ocupats pels seus propietaris i 12 estaven llogats i ocupats pels llogaters; 1 tenia una cambra, 6 en tenien dues, 17 en tenien tres, 19 en tenien quatre i 31 en tenien cinc o més. 34 habitatges disposaven pel capbaix d'una plaça de pàrquing. A 43 habitatges hi havia un automòbil i a 26 n'hi havia dos o més.

### Piràmide de població
La piràmide de població per edats i sexe el 2009 era:
| Homes | Edats   | Dones |
| ----- | ------- | ----- |
| 0     | 95 o +  | 0     |
| 0     | 90 a 94 | 0     |
| 0     | 85 a 89 | 1     |
| 3     | 80 a 84 | 3     |
| 3     | 75 a 79 | 3     |
| 2     | 70 a 74 | 5     |
| 6     | 65 a 69 | 3     |
| 2     | 60 a 64 | 6     |
| 1     | 55 a 59 | 1     |
| 5     | 50 a 54 | 5     |
| 12    | 45 a 49 | 7     |
| 6     | 40 a 44 | 4     |
| 3     | 35 a 39 | 2     |
| 9     | 30 a 34 | 7     |
| 9     | 25 a 29 | 7     |
| 4     | 20 a 24 | 2     |
| 5     | 15 a 19 | 5     |
| 3     | 10 a 14 | 3     |
| 2     | 5 a 9   | 6     |
| 5     | 0 a 4   | 4     |

## Economia
El 2007 la població en edat de treballar era de 117 persones, 87 eren actives i 30 eren inactives. De les 87 persones actives 78 estaven ocupades (44 homes i 34 dones) i 9 estaven aturades (5 homes i 4 dones). De les 30 persones inactives 9 estaven jubilades, 9 estaven estudiant i 12 estaven classificades com a «altres inactius».

### Ingressos
El 2009 a Ernemont-Boutavent hi havia 75 unitats fiscals que integraven 188 persones, la mediana anual d'ingressos fiscals per persona era de 16.842,5 €.

### Activitats econòmiques
Dels 7 establiments que hi havia el 2007, 1 era d'una empresa de construcció, 1 d'una empresa de transport, 1 d'una empresa immobiliària i 4 d'empreses de serveis.
Dels 2 establiments de servei als particulars que hi havia el 2009, 1 era un paleta i 1 veterinari.
L'any 2000 a Ernemont-Boutavent hi havia 5 explotacions agrícoles.

## Poblacions més properes
El següent diagrama mostra les poblacions més properes.